# Villa Socrate

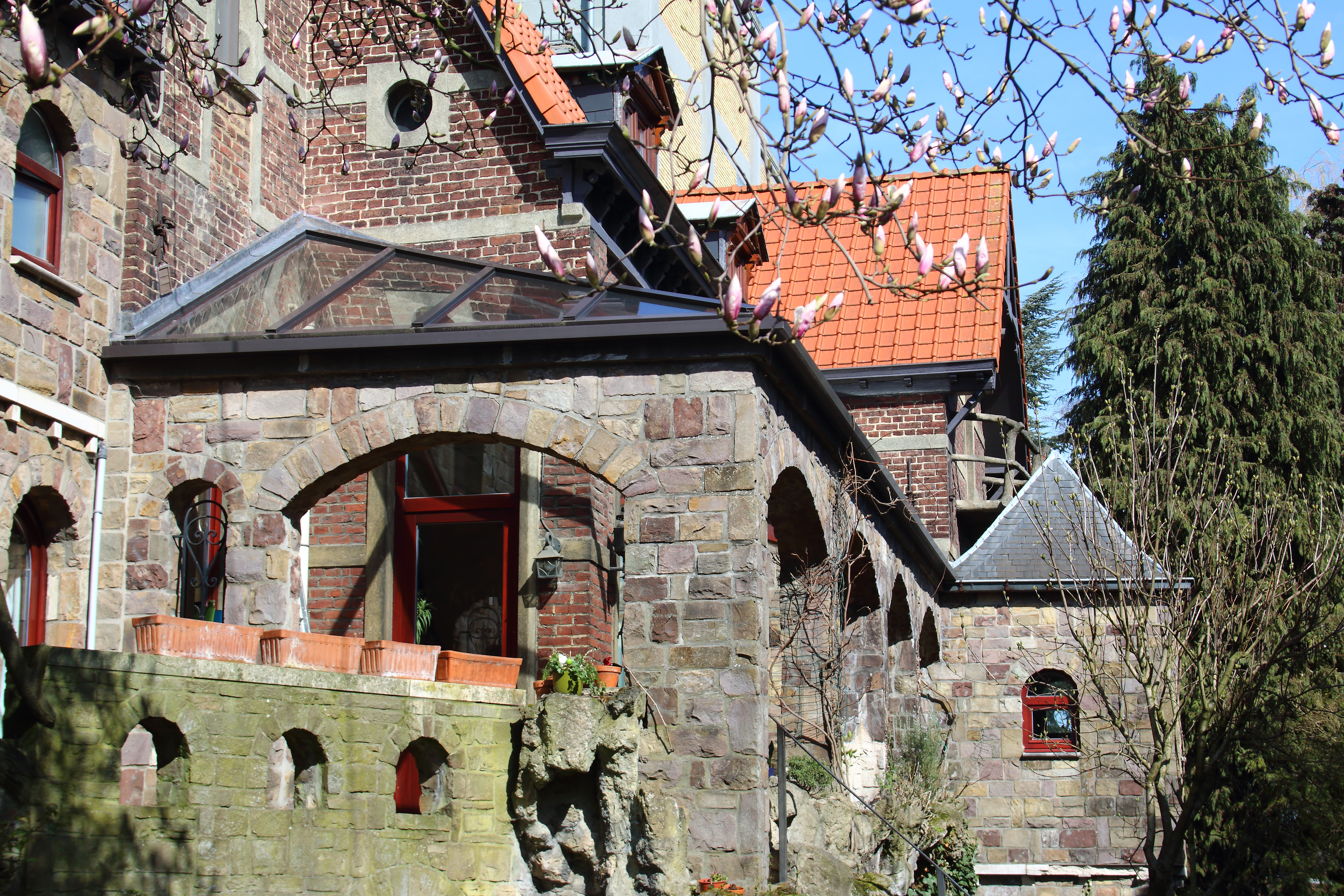
Villa Socrate

Villa Socrate is een villa in landelijke stijl aan de Laurens De Metsstraat 74 in de Belgische stad Zottegem. De villa werd rond 1900 opgetrokken voor Julius Van Steenberghe  tegen de woning van brouwer Gustaaf Van Vijve van de naastgelegen Brouwerij De Klok. Villa Socrate heeft een voorgevel die op de tuin uitziet. Op de toren staat 1896 vermeld als bouwdatum. De gevel bestaat uit verschillende volumes en dakvormen in breuksteen. Er werden sierelementen in gewapende cementering aangebracht (imitatieboomstammen en -takken), het werk van cementkunstenaar Karel Van Steenberghe.  Rechts van de voortuin van deze villa (naast de spoorwegberm) staat een eenvoudiger gebouw uit baksteen met een puntgevel onder zadeldak.

## Afbeeldingen

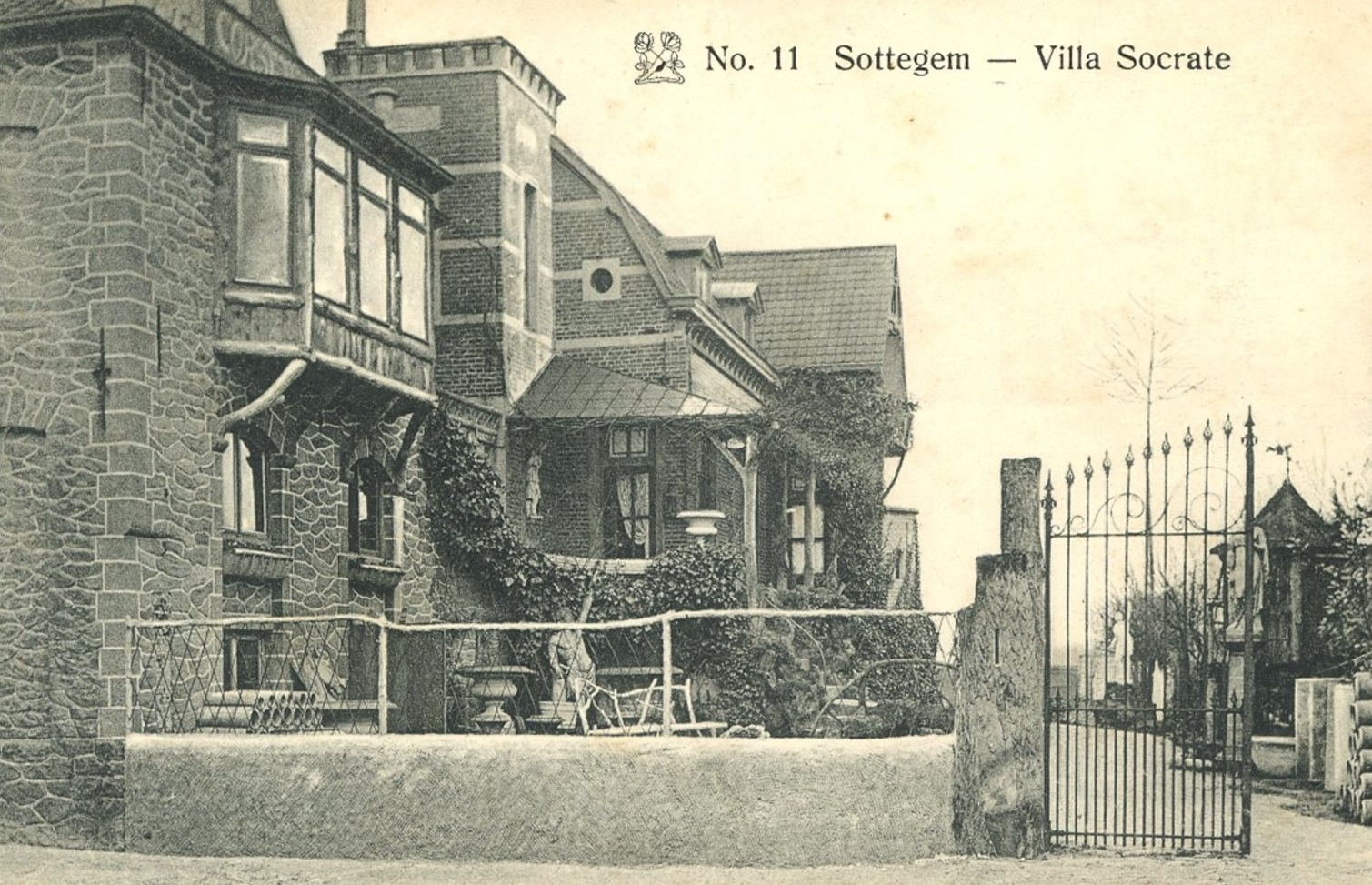
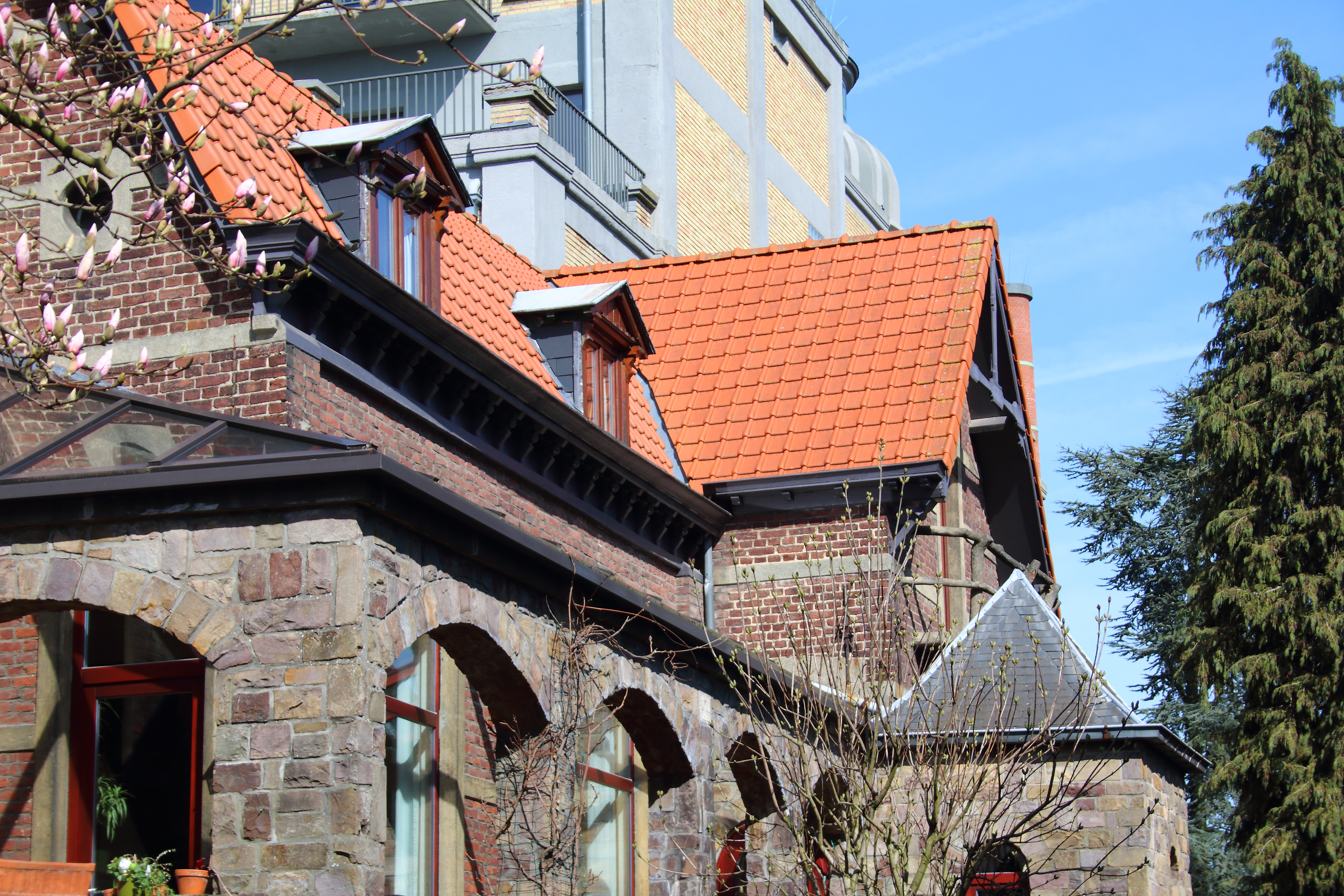
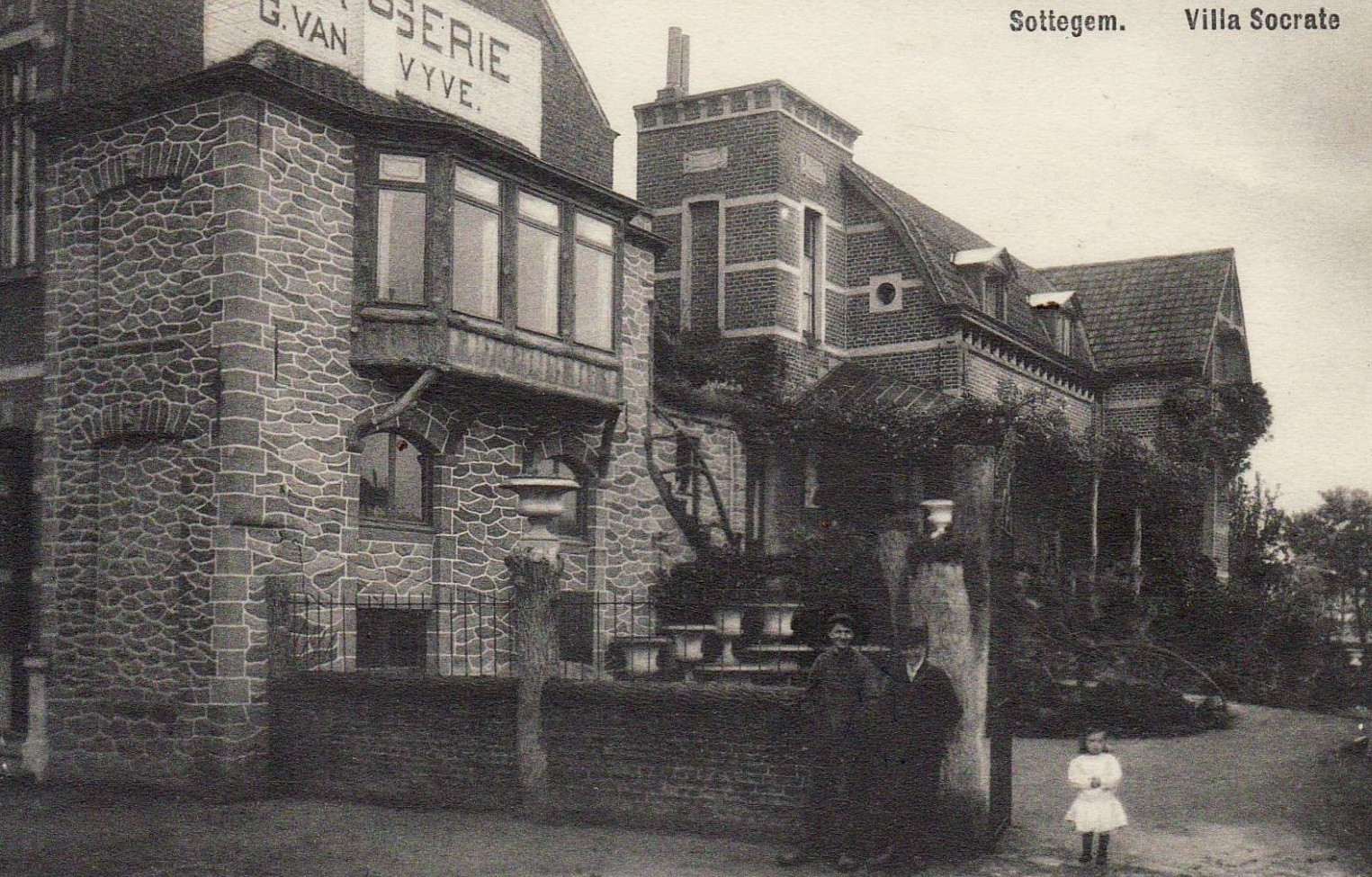
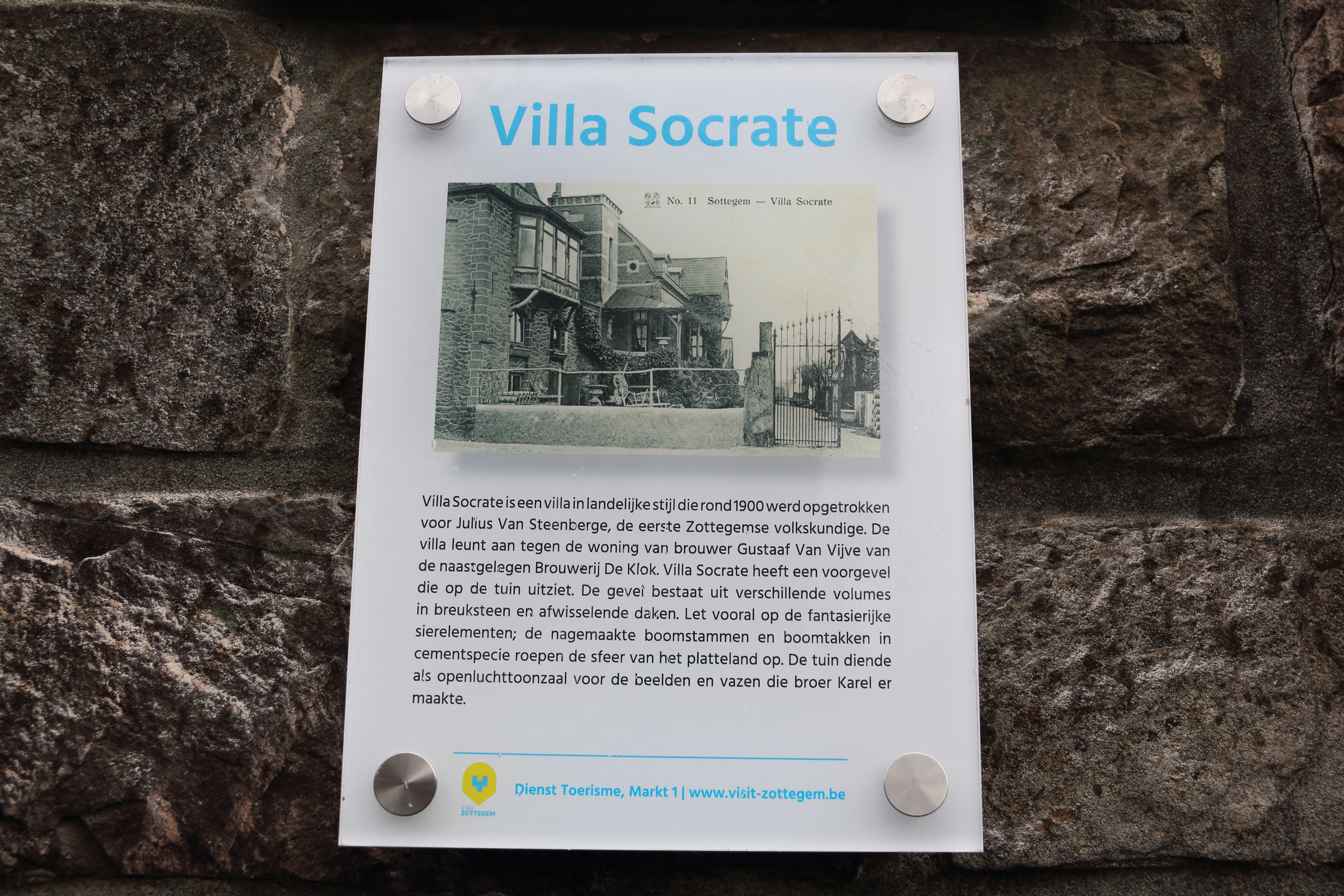